# 牛场坝乡
牛场坝乡，是中华人民共和国贵州省黔南布依族苗族自治州瓮安县一个已撤销的乡级行政区，2013年6月24日，贵州省人民政府批复同意瓮安县部分乡镇行政区划调整，撤销牛场坝乡，将其所辖行政区域划归珠藏镇。